# Estación de La Granada
La Granada es una estación de la línea R4 de Rodalies Renfe de Barcelona situada en el municipio homónimo. Es una de las estaciones de la línea de Vilafranca, que une Barcelona y El Vendrell por el interior.
| << cabecera                                                      | < estación              | línea | estación >      | cabecera >>     |
| ---------------------------------------------------------------- | ----------------------- | ----- | --------------- | --------------- |
| Rodalies de Catalunya de Renfe                                   |                         |       |                 |                 |
| San Vicente de Calders Villafranca del Panadés                   | Villafranca del Panadés |       | Lavern-Subirats | Tarrasa Manresa |
| Algunos trenes no efectúan parada ni aquí ni en Lavern-Subirats. |                         |       |                 |                 |

- Datos: Q11681652
- Multimedia: La Granada train station / Q11681652